# 毛叶白面杜鹃
毛叶白面杜鹃（学名：Rhododendron zaleucum var. pubifolium）为杜鹃花科杜鹃花属下的一个变种。

## 扩展阅读
- 維基物種上的相關：毛叶白面杜鹃